# MasterChef România (sezonul 3)
Sezonul 4 al competiției de gătit MasterChef România a debutat pe canalul de televiune Pro TV la data de 18 martie 2014. Finalul sezonului a fost difuzat pe data de 10 iunie 2014. Jesica Zamfir este câștigătoarea sezonului 4 MasterChef România. 

## Top 22
| Participant                 | Vârsta | Oraș                 | Occupația               | Status                      |
| --------------------------- | ------ | -------------------- | ----------------------- | --------------------------- |
| Jesica Zamfir               | 28     | Pitești, Argeș       | Mic întreprinzator      | Câștigător                  |
| Irina Bucșa                 | 30     | Viscri, Brașov       | Programator IT          | Locul 2                     |
| Rareș Calotă                | 25     | București, București | Liber profesionist      | Locul 3                     |
| Anjani Jaiswal "Anni" Kumar | 29     | Oradea, Bihor        | Medic rezident          | Eliminat pe 10 iunie 2014   |
| Adriana Obrocaru            | 37     | Cernavodă, Constanța | Lucrător comercial      | Eliminat pe 10 iunie 2014   |
| Gabriel Apostol             | 37     | Pitești, Argeș       | Judecător               | Eliminat pe 3 iunie 2014    |
| Maria Dinu                  | 43     | București, București | Amenajări interne       | Eliminat pe 3 iunie 2014    |
| Alexandra Shine             |        | Chișinău, Moldova    | Artist                  | Eliminat pe 3 iunie 2014    |
| Sorana Buștea               | 24     | Oradea, Bihor        | Studentă                | Eliminat pe 3 iunie 2014    |
| Alexandru Niță              | 27     | București, București | Barman                  | Eliminat pe 27 mai 2014     |
| Petrou "Baz" Vasilios       | 34     | Athens, Grecia       |                         | Eliminat pe 27 mai 2014     |
| Cristian Șorop              | 49     | București, București | Designer peisagist      | Eliminat pe 27 mai 2014     |
| Ovidiu Drugan               | 35     | București, București | Intructor de yachting   | Eliminat pe 20 mai 2014     |
| Tatiana Danilescu           | 29     | Chișinău, Moldova    | Avocat                  | Eliminat pe 20 mai 2014     |
| Mayla Bucci                 | 22     | Craiova, Dolj        | Studentă                | Eliminat pe 20 mai 2014     |
| Bogdan "Bobby" Farcaș       | 22     | Cluj-Napoca, Cluj    | Student                 | Eliminat pe 13 mai 2014     |
| Gabriela Simion             | 34     | București, București | Planning manager        | Eliminat pe 13 mai 2014     |
| Raluca Negru                | 32     | București, București | Economist               | A renunțat pe 13 mai 2014   |
| Ramon Chicireanu            | 31     | Hârlău, Iași         | Reprezentant de vânzări | Eliminat pe 6 mai 2014      |
| Adrian Cepoi                | 28     | Roman, Neamț         | Student marketing       | Eliminat pe 29 aprilie 2014 |
| Traian Găman                | 46     | Rădăuți, Suceava     | Brutar                  | Eliminat pe 29 aprilie 2014 |
| Felicia Tucă                | 44     | Cluj-Napoca, Cluj    | Casnică                 | Eliminat pe 22 aprilie 2014 |

## Tabelul de eliminare
| 1  | Jesica    | În     | În     | În     | Imun   | Câștig | În     | În     | Imun   | Câștig | În     | În     | Câștig | Câștig | În     | În     | În     | În     | Ultm 2 | În     | Ultm 3 | CÂȘTIGĂTOR |  |  |  |  |  |  |  |  |  |  |  |  |  |  |  |  |  |
| 2  | Irina     | În     | În     | Ultm 9 | TP     | TP     | Top 4  | În     | Imun   | Câștig | În     | În     | În     | Câștig | Câștig | Imun   | Câștig | Câștig | Imun   | În     | În     | Locul 2    |  |  |  |  |  |  |  |  |  |  |  |  |  |  |  |  |  |
| 3  | Rareș     | Top 2  | Câștig | În     | Imun   | TP     | În     | În     | Imun   | TP     | În     | În     | În     | TP     | În     | În     | Câștig | În     | În     | În     | În     | Locul 3    |  |  |  |  |  |  |  |  |  |  |  |  |  |  |  |  |  |
| 4  | Anni      | În     | În     | Ultm 9 | TP     | TP     | Câștig | Imun   | Imun   | Câștig | În     | În     | În     | TP     | În     | În     | Câștig | În     | În     | În     | ELIM   |            |  |  |  |  |  |  |  |  |  |  |  |  |  |  |  |  |  |
| 4  | Adriana   | În     | În     | În     | Imun   | Câștig | În     | Câștig | Imun   | Câștig | În     | Câștig | În     | Câștig | În     | În     | În     | Ultm 2 | În     | Ultm 3 | ELIM   |            |  |  |  |  |  |  |  |  |  |  |  |  |  |  |  |  |  |
| 6  | Gabriel   | Ultm 5 | În     | Ultm 9 | Ultm 2 | TP     | În     | În     | Imun   | Câștig | Câștig | Câștig | În     | Câștig | În     | Câștig | Imun   | În     | Ultm 3 | ELIM   |        |            |  |  |  |  |  |  |  |  |  |  |  |  |  |  |  |  |  |
| 6  | Maria     | În     | În     | Ultm 9 | TP     | TP     | În     | În     | Imun   | TP     | În     | În     | În     | TP     | În     | În     | În     | În     | În     | ELIM   |        |            |  |  |  |  |  |  |  |  |  |  |  |  |  |  |  |  |  |
| 8  | Shine     | În     | Ultm 2 | Ultm 9 | TP     | Câștig | În     | În     | Imm    | Ultm 3 | În     | În     | În     | Ultm 3 | În     | În     | În     | Ultm 3 | ELIM   |        |        |            |  |  |  |  |  |  |  |  |  |  |  |  |  |  |  |  |  |
| 9  | Sorana    | În     | În     | În     | Imun   | TP     | În     | În     | Imun   | Câștig | În     | În     | În     | Câștig | În     | În     | În     | ELIM   |        |        |        |            |  |  |  |  |  |  |  |  |  |  |  |  |  |  |  |  |  |
| 10 | Alexandru | Câștig | Imun   | În     | Imun   | TP     | În     | În     | Imun   | TP     | În     | În     | Ultm 4 | Câștig | În     | ELIM   |        |        |        |        |        |            |  |  |  |  |  |  |  |  |  |  |  |  |  |  |  |  |  |
| 11 | Baz       | În     | În     | În     | Imun   | TP     | În     | În     | Imun   | Câștig | În     | În     | În     | Ultm 2 | ELIM   |        |        |        |        |        |        |            |  |  |  |  |  |  |  |  |  |  |  |  |  |  |  |  |  |
| 12 | Cristian  | În     | În     | În     | Imun   | Câștig | În     | În     | Imun   | Ultm 2 | În     | În     | În     | ELIM   |        |        |        |        |        |        |        |            |  |  |  |  |  |  |  |  |  |  |  |  |  |  |  |  |  |
| 13 | Ovidiu    | În     | În     | Câștig | Imun   | TP     | În     | În     | Imun   | Câștig | În     | Câștig | ELIM   |        |        |        |        |        |        |        |        |            |  |  |  |  |  |  |  |  |  |  |  |  |  |  |  |  |  |
| 13 | Tatiana   | Ultm 5 | În     | Ultm 9 | TP     | Câștig | În     | Ultm 5 | TP     | TP     | În     | În     | ELIM   |        |        |        |        |        |        |        |        |            |  |  |  |  |  |  |  |  |  |  |  |  |  |  |  |  |  |
| 13 | Mayla     | În     | În     | În     | Imun   | Câștig | În     | Ultm 5 | TP     | TP     | În     | În     | ELIM   |        |        |        |        |        |        |        |        |            |  |  |  |  |  |  |  |  |  |  |  |  |  |  |  |  |  |
| 16 | Bobby     | În     | În     | Câștig | Imun   | NTP    | În     | Ultm 5 | TP     | Câștig | ELIM   |        |        |        |        |        |        |        |        |        |        |            |  |  |  |  |  |  |  |  |  |  |  |  |  |  |  |  |  |
| 17 | Gabriela  | În     | În     | Ultm 9 | TP     | Câștig | În     | Ultm 5 | Ultm 2 | ELIM   |        |        |        |        |        |        |        |        |        |        |        |            |  |  |  |  |  |  |  |  |  |  |  |  |  |  |  |  |  |
| 18 | Raluca    | În     | În     | Ultm 9 | TP     | Câștig | În     | În     | Imun   | RET    |        |        |        |        |        |        |        |        |        |        |        |            |  |  |  |  |  |  |  |  |  |  |  |  |  |  |  |  |  |
| 19 | Ramon     | Ultm 5 | În     | În     | Imun   | NTP    | În     | În     | ELIM   |        |        |        |        |        |        |        |        |        |        |        |        |            |  |  |  |  |  |  |  |  |  |  |  |  |  |  |  |  |  |
| 20 | Adrian    | În     | În     | Câștig | Imun   | ELIM   |        |        |        |        |        |        |        |        |        |        |        |        |        |        |        |            |  |  |  |  |  |  |  |  |  |  |  |  |  |  |  |  |  |
| 21 | Traian    | Ultm 5 | În     | Ultm 9 | ELIM   |        |        |        |        |        |        |        |        |        |        |        |        |        |        |        |        |            |  |  |  |  |  |  |  |  |  |  |  |  |  |  |  |  |  |
| 22 | Felicia   | Ultm 5 | ELIM   |        |        |        |        |        |        |        |        |        |        |        |        |        |        |        |        |        |        |            |  |  |  |  |  |  |  |  |  |  |  |  |  |  |  |  |  |

     (CÂȘTIGĂTOR) Concurentul a câștigat competiția.
     (Locul 2) Concurentul a terminat pe locul 2.
     (Locul 3) Concurentul a terminat pe locul 3.
     (Câștig) Concurentul a câștigat proba cutiei misterelor, proba testului sub presiune sau proba individuală eliminatorie.
     (Câștig) Concurentul a fost în echipa câștigătoare a probei de teren sau a probei în echipă și a avansat direct în următoarea rundă.
     (Top) Concurentul a fost în top într-o probă individuală, dar nu a câștigat.
     (În) Concurentul nu a fost nici în top, nici ultimul într-o probă individuală.
     (Imun) Concurentul a participat în proba individuală, dar nu a putut fi eliminat.
     (NTP) Concurentul a fost ales de jurați ca el să nu participe în proba testului sub presiune și a fost automat salvat de la test.
     (TP) Concurentul a fost în echipa pierzătoare a probei de teren sau a fost ales să participe la proba testului sub presiune, acesta a participat la testul sub presiune, dar a avansat mai departe în concurs.
     (TP) Concurentul a fost în echipa câștigătoare a probei de teren dar a fost ales de către șeful de echipă să participe la proba testului sub presiune, acesta a participat la testul sub presiune, dar a avansat mai departe în concurs.
     (NTP) Concurentul a fost în echipa pierzătoare într-o probă de teren, dar nu a participat la testul sub presiune.
     (RET) Concurentul a părăsit concursul din motive medicale.
     (Ultm) Concurentul a fost printre ultimii la probă individulă de eliminare, dar nu a fost ultimul care a avansat în concurs.
     (Ultm) Concurentul a fost printre ultimii într-o probă individuală de eliminare și a fost ultimul care a avansat în concurs.
     (ELIM) Concurentul a fost eliminat din MasterChef.

## Episoade

### Episodul 1
- Difuzare originală: Marți , 18 martie 2014

### Episodul 2
- Difuzare originală: Marți , 25 martie 2014

### Episodul 3
- Difuzare originală: Marți , 1 aprilie 2014
- Audiții 3:

Printre persoanele care au primit șorțul astăzi se numără, Mayla care s-a prezentat la audiții cu creveți în parfum de lămâie și orez, Marian cu supa lui cremă de conopidă, Gabriel cu paste "a la Gabon", Irina cu o supă cremă de sfeclă roșie cu frigăruie din piept de rață, Alexandru cu un curry thailandez verde de pui, Gabriela cu un biban de mare, Gheorghe, în vârstă de 77 de ani, a gătit un somon la cuptor cu crustă dulce-iute, Sorana a impresionat cu un burger reinventat și Ioan care s-a prezentat cu un mușchiuleț de caprioară în mantie de verdețuri și sos de zmeură. 
Alexandru, Gabriela, Gheorghe,  Irina și Sorana au primit cei trei de DA, în timp ce Gabriel, Ioan, Marian și Mayla  au primit doar doi de DA.

### Episodul 4
- Difuzare originală: Marți , 8 aprilie 2014

### Episodul 5
- Difuzare originală: Marți , 15 aprilie 2014

### Episodul 6
- Difuzare originală: Marți , 22 aprilie 2014

### Episodul 7
- Difuzare originală: Marți , 29 aprilie 2014

### Episodul 8
- Difuzare originală: Marți , 6 mai 2014

### Episodul 9
- Difuzare originală: Marți , 13 mai 2014

### Episodul 10
- Difuzare originală: Marți , 20 mai 2014

### Episodul 11
- Difuzare originală: Marți , 27 mai 2014

### Episodul 12
- Difuzare originală: Marți , 3 iunie 2014

### Episodul 13
- Difuzare originală: Marți , 10 iunie 2014